# Pavel Kučera (právník)
Pavel Kučera (11. února 1940 Kladno – 23. července 2019) byl advokát a český soudce. V letech 1993 až 2010 působil jako místopředseda Nejvyššího soudu.

## Život
Narodil se v Kladně, kde také vystudoval střední všeobecně vzdělávací školu. Tři semestry pak studoval Vysokou školu ekonomickou, ale poté přešel ke studiu práv. Absolvoval Právnickou fakultu Univerzity Karlovy v Praze v roce 1967 a nastoupil jako advokátní čekatel v kladenské advokátní poradně. Roku 1969 složil advokátní zkoušky a ve stejné poradně působil jako advokát až do roku 1972, kdy se stal trestním soudcem Okresního soudu v Kladně. Mezi lety 1977 až 1990 působil u Krajského soudu v Praze. Roku 1980 úspěšně složil rigorózní zkoušku a získal tak titul doktora práv.
Po sametové revoluci pracoval jako zástupce vedoucího Kanceláře prezidenta republiky, poté byl ale v roce 1991 jmenován soudcem Nejvyššího soudu, kde působil v pozici předsedy trestního kolegia, od roku 1993 byl místopředsedou soudu. Byl také předsedou redakční rady odborného časopisu Trestní právo a členem Rady Justiční akademie i rekodifikační komise pro trestní právo. Nikdy nebyl členem žádné politické strany.
Po neshodách s předsedkyní Nejvyššího soudu JUDr. Ivou Brožovou a po zapletení se do tzv. kauzy justiční mafie na něj byla podána kárná žaloba, které však předešel tím, že sám na funkci soudce na konci roku 2010 rezignoval a vrátil se do advokacie. Proslul citátem, že "když jde o vládu, musí jít spravedlnost stranou".